# Кулаков, Виктор Леонтьевич
Виктор Леонтьевич Кулаков (род. 1922, Подольск) — советский мотоспортсмен, тренер, заслуженный мастер спорта СССР (1947), заслуженный тренер СССР. Восьмикратный чемпион СССР по мотоспорту. Ветеран Великой Отечественной войны.

## Биография
Родился в 1922 году. Работал техником по ремонту оборудования на заводе. С 1937 года занялся мотоспортом и уже в 1938 году смог получить звание абсолютного чемпиона. В том же 1938 году в классе мотоциклов до 750 см³ он занял первое место на первенстве СССР, которое проходило в Киеве. В 1939 году он также стал и чемпионом ВЦСПС по мотокроссу. С 1941 по 1945 год служил в Красной армии.
Сразу после окончания войны в 1945 году он стал чемпионом СССР по классу мотоциклов до 350 см³. В 1948 году стал чемпионом СССР на гонках по шоссе на 200 км на мотоциклах до 750 см³. В 1952 году финишировал первым на гонках по ледяной дорожке, установив новый рекорд.

## Семья
- Брат — Александр Кулаков[5]
- Брат — Эдуард Кулаков[5]